# 棕朱雀
棕朱雀（学名：Carpodacus edwardsii）为雀科朱雀属的鸟类。分布于尼泊尔至印度以及中国大陆的甘肃、四川、云南、西藏等地，常见于海拔2000m 以上的山区、栖于亚热带常绿阔叶林、针阔混交林及高山针叶林、高山草甸和裸岩带以及冬季可降至海拔2000m 以下的地区。该物种的模式产地在四川西部。

## 亚种
- 棕朱雀指名亚种（学名：Carpodacus edwardsii edwardsii）。在中国大陆，分布于甘肃、四川、云南等地。该物种的模式产地在四川西部。[2]
- 棕朱雀藏南亚种（学名：Carpodacus edwardsii rubicunda）。分布于尼泊尔至印度、缅甸以及中国大陆的云南、西藏等地。该物种的模式产地在西藏昌都西南部Tuwa。[3]